# Robertson County (Texas)
 For alternative betydninger, se Robertson County. (Se også artikler, som begynder med Robertson County)
Robertson County er et county i den amerikanske delstat Texas. Det ligger i de østlige dele af delstaten. Det grænser mod Limestone County i nord, Leon County i nordøst, Brazos County i sydøst, Burleson County i syd, Milam County i sydvest og mod Falls County i nordvest.
Robertson Countys totale areal er 2 242 km², hvoraf 29 km² er vand. I år 2000 havde Robertson County 16.000 indbyggere. Det administrative centrum ligger i byen Franklin. Amtet er blevet opkaldt efter nybyggeren Sterling C. Robertson.

## Byer
- Bremond
- Calvert
- Franklin
- Hearne

31°02′N 96°31′V / 31.03°N 96.51°V